# Ascogaster magnidentis
Ascogaster magnidentis är en stekelart som beskrevs av Vladimir Ivanovich Tobias 1986. Ascogaster magnidentis ingår i släktet Ascogaster och familjen bracksteklar. Inga underarter finns listade.